# Ребекка Ворд
Бекка Ворд  (англ. Becca Ward, 7 лютого 1990) - американська фехтувальниця, олімпійська медалістка.

## Виступи на Олімпіадах
| Олімпіада  | Дисципліна      | Місце |
| ---------- | --------------- | ----- |
| Пекін 2008 | шабля, особисті | 3     |
| Пекін 2008 | шабля, командні | 3     |